# That Uncertain Feeling
That Uncertain Feeling ((bra: Que Sabe Você do Amor?; prt: No Que Pensam as Mulheres) é um filme norte-americano de 1941, do gênero comédia romântica, dirigido por Ernst Lubitsch, com roteiro de baseado na peça Divorçons, de Victorien Sardou e Émile de Najac.
That Uncertain Feeling é a refilmagem de Kiss Me Again (1925), também dirigido por Lubitsch e um de seus melhores filmes mudos. O filme trata dos assuntos usuais do diretor: sexo, casamento e dinheiro.
Segundo Ken Wlaschin, este é um dos melhores filmes de Melvyn Douglas, mas os maiores elogios vão para Burgess Meredith, como um pianista misantropo.

## Sinopse
Seis anos após casar-se com o vendedor de seguros Larry Baker, sempre ocupado e pouco atencioso, Jill Baker sofre com soluços. O psicólogo Doutor Vengard conclui que o problema é do casamento, o que leva Jill a começar um relacionamento com outro paciente, o neurótico pianista Alexander Sebastian. Apesar de ainda a amar Jill, Larry concorda com o divórcio. Na hora H, porém, Jill volta atrás. Larry promete nunca mais negligenciá-la e tudo termina bem -- mas somente depois de uma série de mal entendidos.

## Prêmios e indicações
| Patrocinador                                  | Prêmio | Categoria                               | Situação |
| --------------------------------------------- | ------ | --------------------------------------- | -------- |
| Academia de Artes e Ciências Cinematográficas | Oscar  | Melhor Trilha Sonora - Comédia ou Drama | Indicado |

## Elenco
| Ator/Atriz       | Personagem          |
| ---------------- | ------------------- |
| Merle Oberon     | Jill Baker          |
| Melvyn Douglas   | Larry Baker         |
| Burgess Meredith | Alexander Sebastian |
| Alan Mowbray     | Doutor Vengard      |
| Olive Blakeney   | Margie              |
| Harry Davenport  | Jones               |
| Sig Ruman        | Kafka               |
| Eve Arden        | Sally Aikens        |
| Richard Carle    | Mordomo             |
| Rolfe Sedan      | Marchand            |

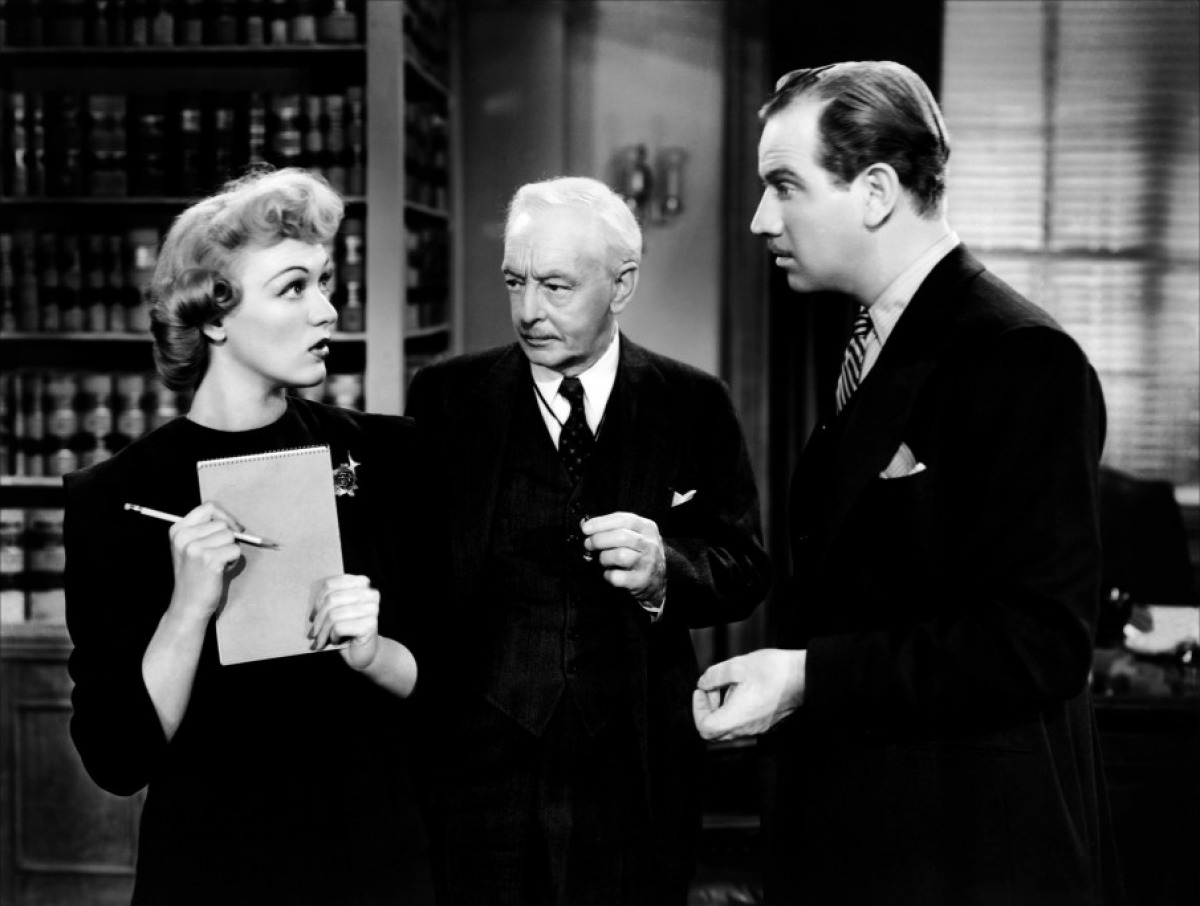
Eve Arden, Harry Davenport e Melvyn Douglas em cena do filme
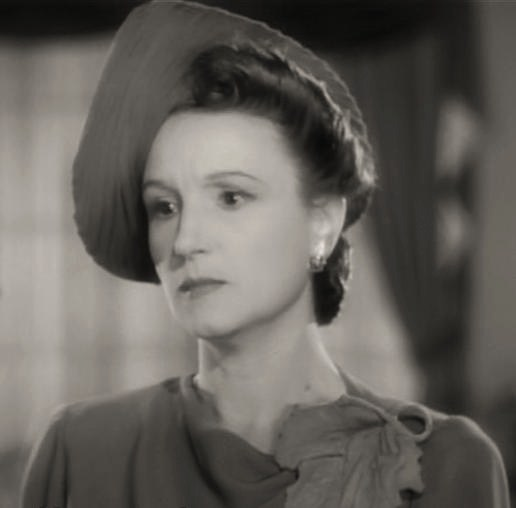
Olive Blakeney em outra cena do filme
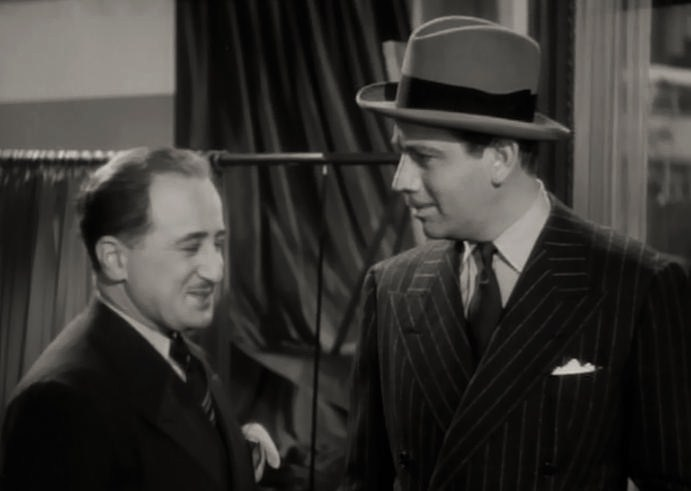
Rolfe Sedan, o marchand, e Melvyn Douglas
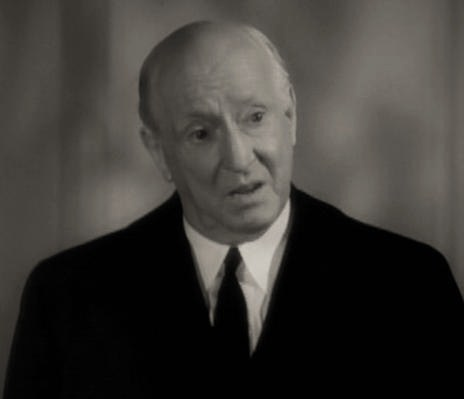
Richard Carle, o mordomo